# نورمان روبنسون
نورمان روبنسون (بالإنجليزية: Norman Robinson)‏ هو صحفي أمريكي، ولد في 1951.